# سن ملك غوجوسون
الملك سن هو ثالث ملوك غجا جوسون. حكم خلال الفترة الممتدة من 1057 ق.م حتى 1030 ق.م. اسمه الحقيقي هو سن (詢/순). وخلفه على سدة الحكم بايك ملك غوجوسون (Bak Wang).